# Magyar Államvasutak
Los Ferrocarriles Estatales Húngaros (húngaro: Magyar Államvasutak, [pronunciado /ˈmɒɟɒr ˈaːlːɒɱvɒʃutɒk/], formalmente MÁV Magyar Államvasutak Zártkörűen Működő Részvénytársaság (MÁV Zrt.). El nombre oficial completo de la empresa es MÁV-csoport (literalmente '"Grupo MÁV"') ahora comúnmente conocido como MÁV) es la compañía ferroviaria nacional húngara y MÁV Pályaműködtetési Zrt. es el administrador de infraestructuras ferroviarias, con filiales MÁV Személyszállítási Zrt. (servicios de pasajeros) y Utasellátó (catering a bordo, Utasellátó es una dirección independiente de MÁV Személyszállítási Zrt.). 
Hungría es miembro de la Unión Internacional de Ferrocarriles (UIC). El código de país UIC para Hungría es 55. La compañía tiene su sede principal en Budapest, pero también tiene oficinas regionales en Szolnok, Debrecen, Miskolc, Nyíregyháza, Székesfehérvár, Békéscsaba, Győr y Dombóvár. 

## Historia

### sigloXIX
La primera línea ferroviaria con locomotora de vapor fue inaugurada el 15 de julio de 1846 entre Pest y Vác. Esta fecha es considerada como la fecha de nacimiento de los ferrocarriles húngaros. El poeta romántico Sándor Petőfi, que más tarde se convirtió en un líder de la Revolución húngara de 1848, montó en el primer tren y escribió un poema ocasional, la predicción de que los carriles conectaría Hungría como los vasos sanguíneos en el cuerpo humano.

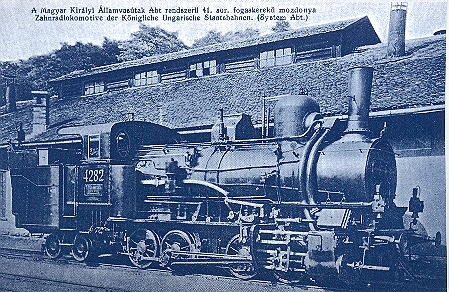
Modelo MÁV 41 en una postal de 1898.

Después de la revolución fallida, las líneas existentes fueron nacionalizadas por el Estado austriaco y nuevas líneas fueron construidas. Como resultado de la Guerra Austro-Sarda en la década de 1850 todas estas líneas fueron vendidas a empresas privadas austríacas. Durante este tiempo la compañía de Ábrahám Ganz inventó un método de "costra de fundición a presión" para producir ruedas de hierro barato y robusto de ferrocarril, que en gran medida contribuyeron al desarrollo del ferrocarril en Europa Central.

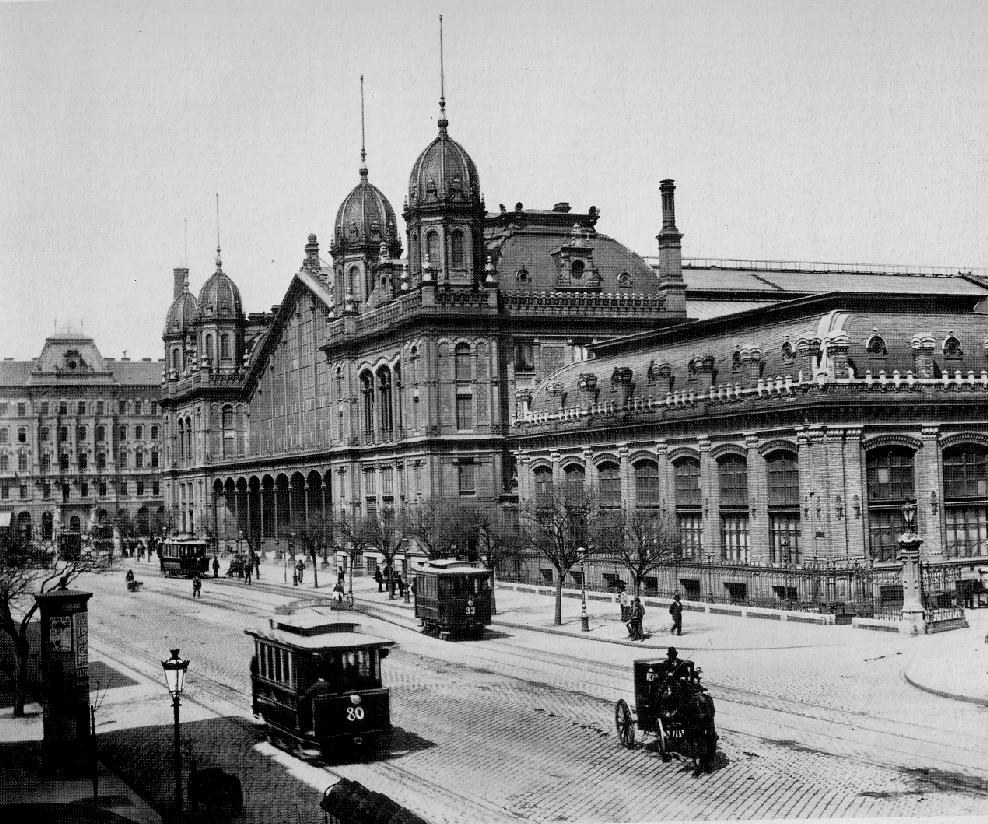
Estación Budapest-Nyugati en el.

Tras el compromiso austro-húngaro de 1867 que creó la monarquía dual de Austria-Hungría, las cuestiones de transporte pasaron a ser responsabilidad del Gobierno húngaro, que también heredó los derechos de apoyar a las empresas locales de ferrocarril. Esto tuvo un costo considerable: en el año fiscal de 1874 el 8% del presupuesto anual se gastó en subsidios para la compañía ferroviaria. Esto llevó al Parlamento húngaro a considerar la fundación de un ferrocarril del estado en 1868.
El objetivo era tomar el control y manejar las principales líneas húngaras. Las líneas secundarias fueron construidas por empresas privadas. Cuando la ley en 1884 proporcionó una forma simplificada de crear empresas ferroviarias se fundaron muchas pequeñas empresas ramales. Estas, sin embargo, por lo general sólo construían las líneas y luego firmaban un contrato con MÁV para operarlas. Así tampoco poseía locomotoras o cualquier otro material rodante. MÁV sólo hizo un contrato si la línea, su equipo y los edificios fueron construidos a los estándares MÁV. Esto ayudó a construir edificios estándar de estaciones, cobertizos y accesorios, todos a las reglas de MÁV.
Debido a los precios relativamente altos, la densidad del tráfico era muy inferior en Hungría en relación con otros países. Para cambiar esto, el ministro del Interior, Gábor Baross, presentó el sistema de tarifas de zona en 1889. Este sistema resultó en precios más bajos para los viajes de pasajeros y de transporte de mercancías, pero indujo un rápido aumento en los dos, y por lo tanto mayores beneficios globales. En 1891 las líneas húngaras del STEG fueron comprados por el Estado húngaro directamente de los propietarios franceses, y se convirtió en líneas de MÁV.
En 1890 las empresas ferroviarias privadas más grandes fueron nacionalizadas como consecuencia de su mala gestión, salvo la fuerte compañía austriaca Ferrocarriles Kaschau-Oderberg (KsOd) y Ferrocarril del Sur de Austria-Hungría (SB/DV). También se unió a la zona del sistema tarifario y se mantuvo con éxito hasta el final de la Primera Guerra Mundial, cuando Austria-Hungría se derrumbó.

### Primera Guerra Mundial y entreguerras (1900–1939)
En 1910 MÁV se había convertido en una de las mayores compañías ferroviarias europeas, tanto en términos de su red como de sus finanzas. La longitud total de las redes ferroviarias del Reino húngaro alcanzaba los 22 869 kilómetros, la red húngara unía más de 1 490 asentamientos. Casi la mitad (52%) de los ferrocarriles del Imperio austro-húngaro se construyeron en Hungría, por lo que la densidad de los ferrocarriles allí fue más alta que la de Cisleitania. Esto clasificaba a los ferrocarriles húngaros como los sextos más densos del mundo (delante de países como Alemania o Francia). Su rentabilidad, sin embargo, iba siempre rezagada con respecto a las empresas europeas occidentales, ya sean públicos o privados. La infraestructura ferroviaria húngara fue completada en gran parte en estos años, con una topología que queda centrada en Budapest que aún permanece.

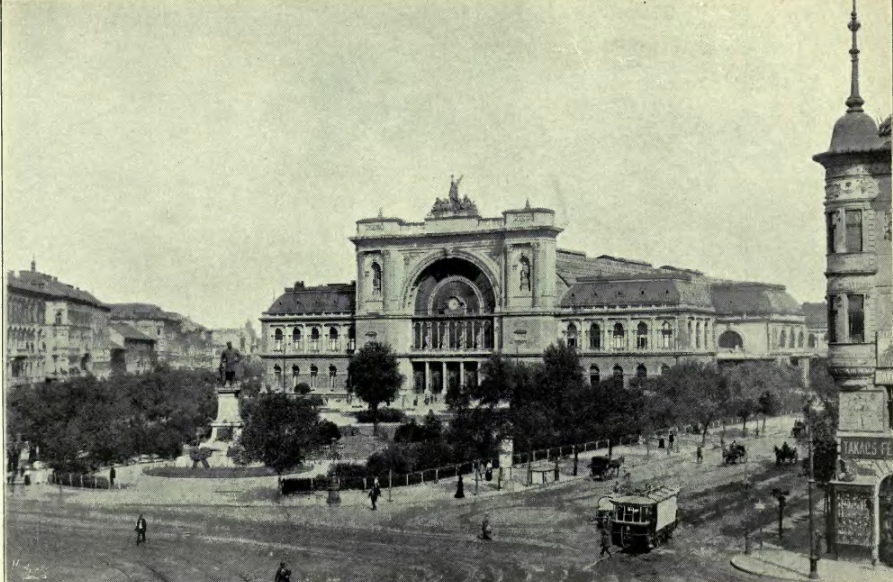
Estación de Budapest-Keleti en 1909.

En 1911 fue introducido un nuevo sistema de numeración de locomotoras, que se utilizó hasta principios del siglo XXI, y todavía está en uso para la fuerza motriz comprada antes. La notación especifica el número de ejes motores y la carga máxima por eje de la locomotora.
Al final de la Primera Guerra Mundial, después del tratado de paz de Trianon, que redujo el territorio húngaro en un 72%, la red ferroviaria también se redujo, alrededor de 22.000 a 8.141 kilómetros. El número de vagones de carga era 102.000 al final de la Primera Guerra Mundial, pero después de 1921 sólo 27.000 permanecían en Hungría, de los cuales 13.000 estaban en buenas condiciones. El número total de locomotoras fue 4.982 en 1919, pero después del tratado de paz sólo 1.666 permanecieron en Hungría. Como muchas líneas ferroviarias existentes cruzado nuevas fronteras de Hungría, la mayoría de estos ramales fueron abandonados. En las líneas principales nuevas estaciones fronterizas tuvieron que ser construidas con aduana y el servicio de locomotora.

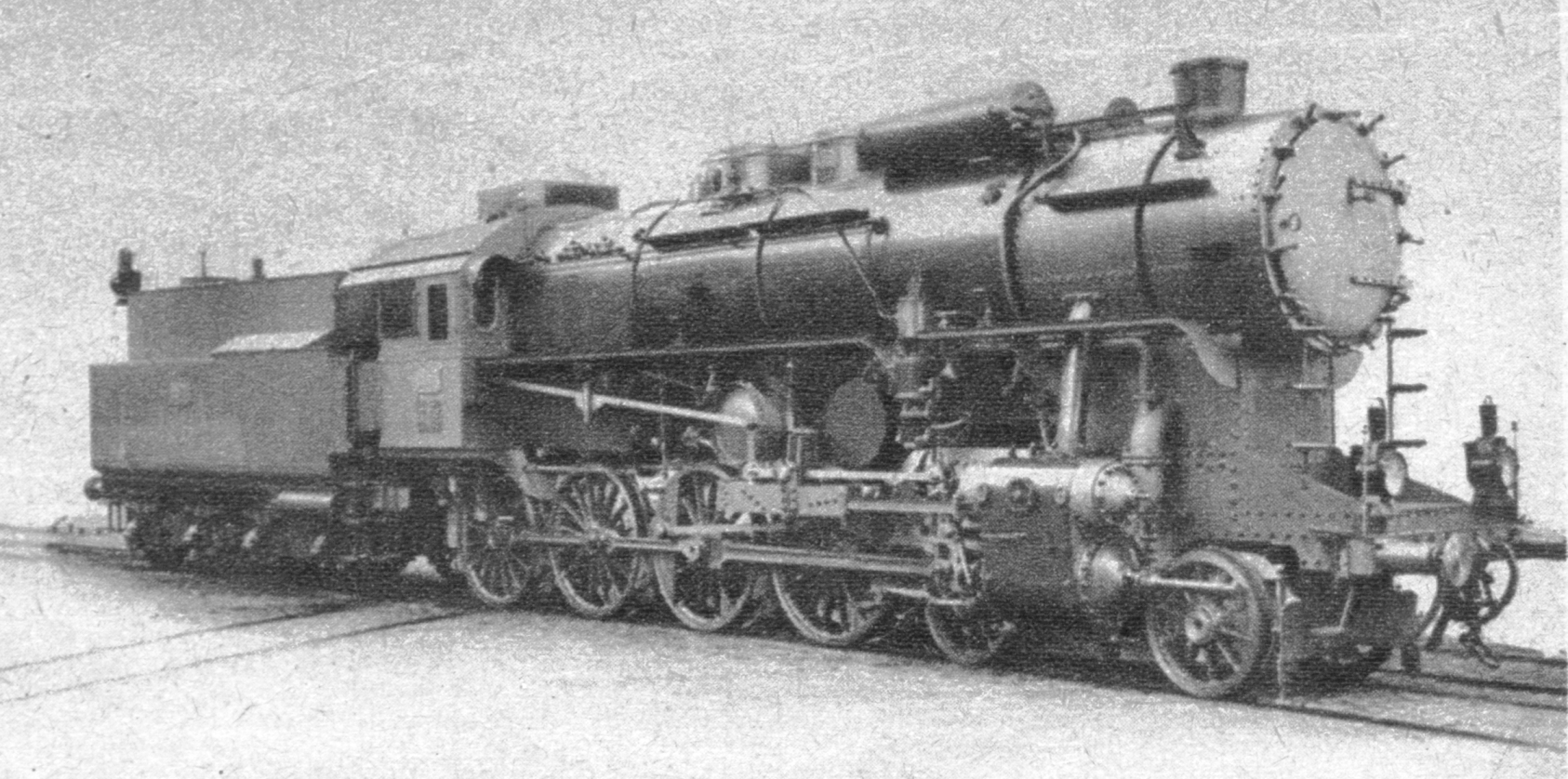
Clase 424 de MÁV.

En el período de entreguerras, el desarrollo se centró en varias líneas de doble pista y la adición de una segunda pista a las líneas más importantes. Se inició un proceso de electrificación sobre la base de la patente de Kálmán Kandó en una sola fase de 16 kV tracción 50 Hz AC y su nuevo diseño MÁV locomotora Clase V40, que utiliza una unidad de fase convertidor rotativo para transformar la alta tensión catenaria actual en multifase de corriente con una corriente regulada bajo voltaje que alimenta el único motor de tracción multi-fase de inducción AC. La mayoría de las líneas principales de mercancía y los trenes de pasajeros fueron transportados por la locomotora de vapor Clase 424 de MÁV, que se convirtió en caballo de batalla de la MÁV en la era del vapor. Desde 1928 en adelante adquirieron automotores de gasolina (y más tarde diesel) de 4-6 ruedas (Clase BCmot) y para 1935 el 57% de los ramales fueron atendidos por vagones. El resto de la red de pasajeros MÁV se mantuvo con vapor basado en lentas locomotoras de antes de la guerra y carros de tercera clase de madera.
En la década de 1930 casi todos los operadores húngaros ramales fueron a la bancarrota a causa de la Gran Depresión. DSA, el sucesor de Hungría ante la ex austro-húngara Ferrocarril del Sur, entró en suspensión de pagos. MÁV se hizo cargo de los ramales de la DSA y toda la propiedad en 1932 y continuó su operación. MÁV se convirtió así en el único operador ferroviario importante en Hungría. El impacto de las pocas compañías ferroviarias independientes (GySEV, AEGV) era insignificante.

### Segunda Guerra Mundial y periodo comunista (1939–1989)
A finales de la Segunda Guerra Mundial el sistema ferroviario húngaro sufrió una tremenda destrucción. Más de la mitad de las líneas principales y una cuarta parte de los ramales quedaron inoperables. El 85% de todos los puentes fueron destruidos, el 28% de todos los edificios estaban en ruinas e inoperable otro 32% de ellos. El material rodante fue destruido o distribuido a muchos otros países europeos. Sólo 213 locomotoras, 120 vagones (no había combustible en los últimos días de la guerra para alejarse), 150 coches de pasajeros y 1900 vagones de carga estaban en buenas condiciones. Estos eran muy apreciados y firmado como "trofeos" por el Ejército Rojo soviético.

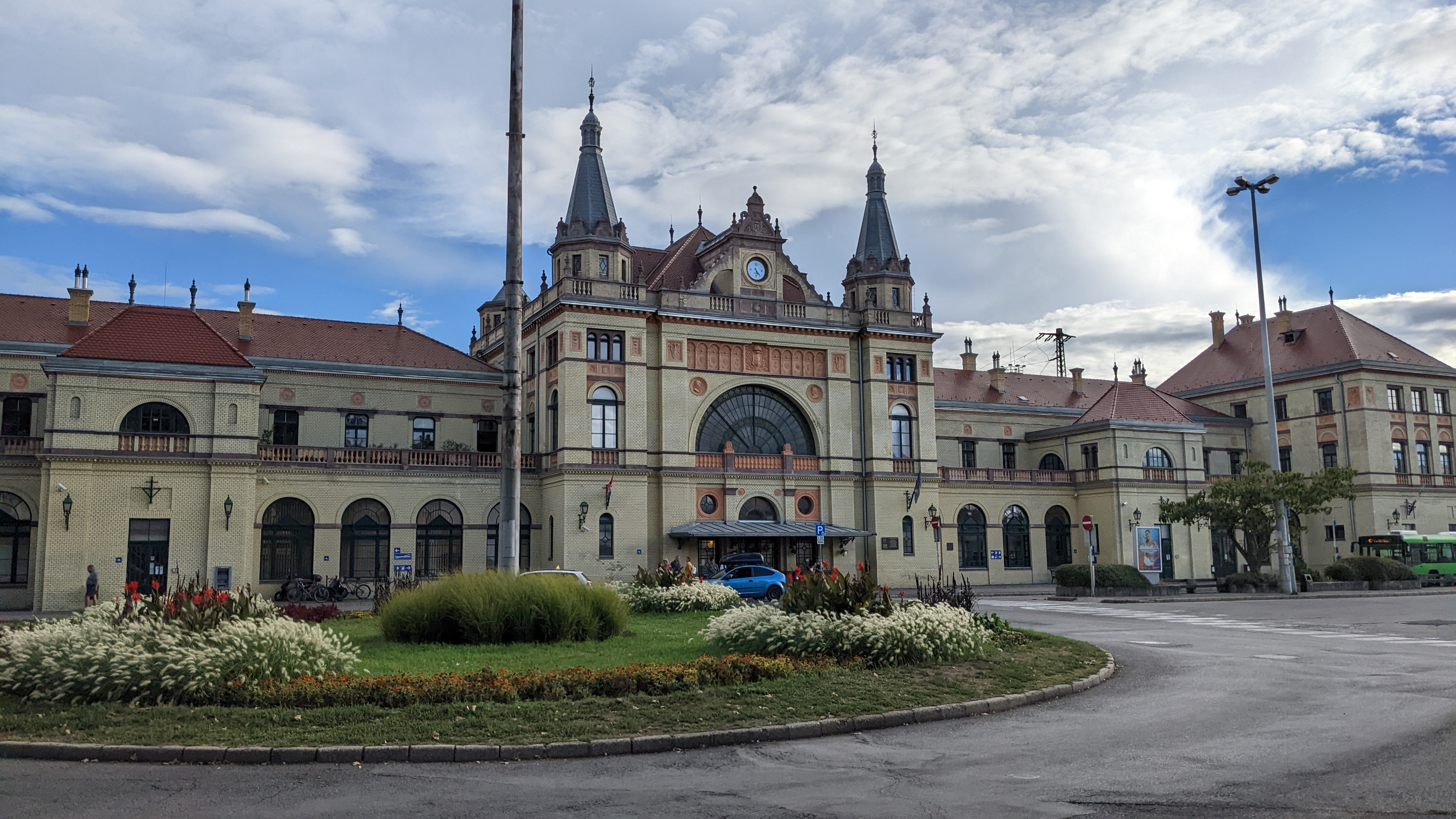
Estación de ferrocarril de Pécs.

Después de la Segunda Guerra Mundial las pistas, edificios y equipos de servicio fueron reparadas con enorme esfuerzo en un tiempo relativamente corto. En 1948 la mayor parte de la red ferroviaria era operable, pero algunos puentes más grandes necesitaban más tiempo para ser reconstruidos. La primera sección electrificada ya estaba en uso antes de octubre de 1945. El Ejército Rojo revendió las acciones confiscadas rodante y locomotoras fueron devueltos de Austria y Alemania. Para acelerar la reconstrucción MÁV comprado 510 locomotoras S160 USATC Clase MÁV que se convirtieron en la clase 411.

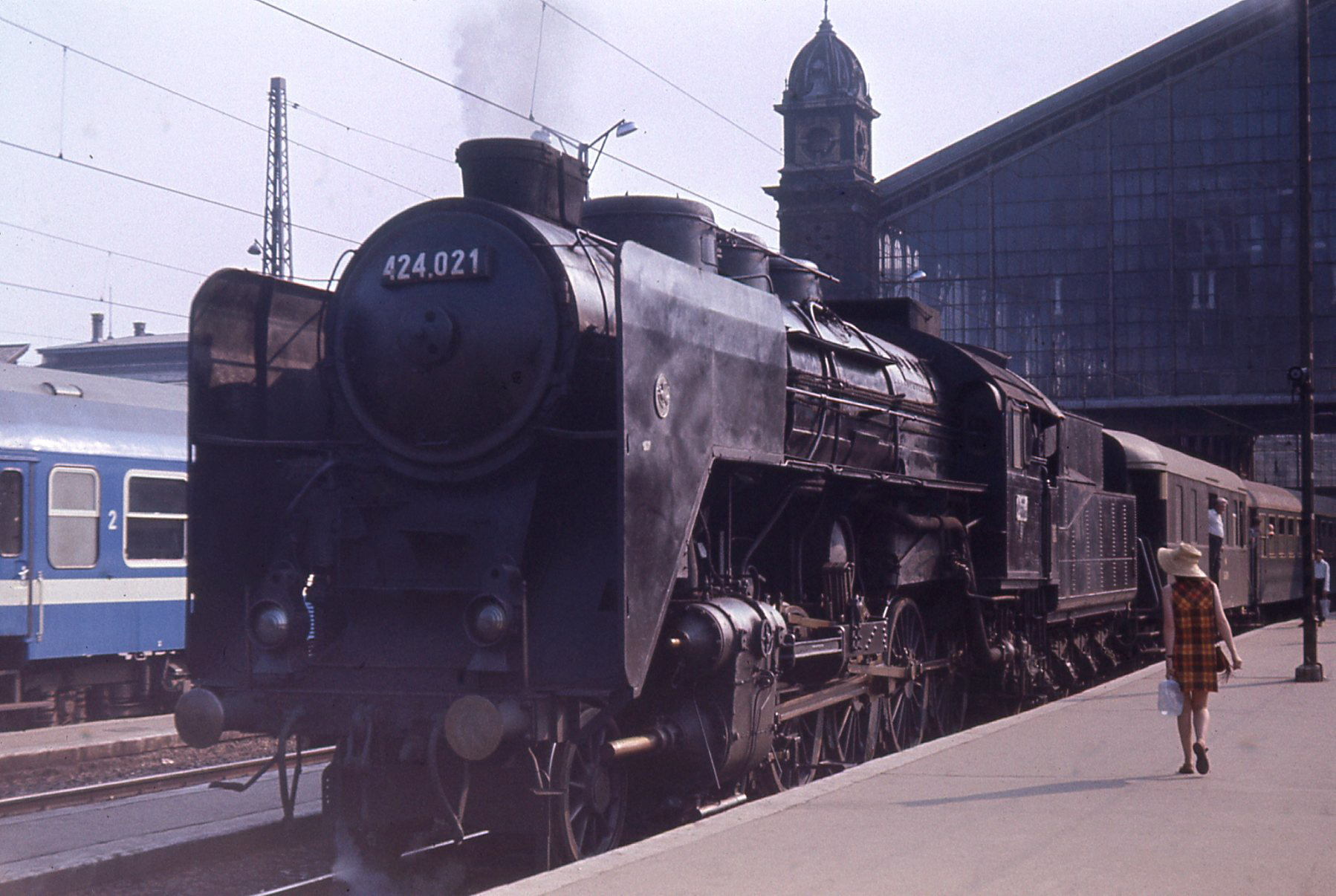
Locomotora 4-8-0 en la estación Budapest-Nyugati, 1972.

En era de Stalin de la década de 1950, se ordenó una industrialización acelerada por el Partido de los Trabajadores Húngaros y el ferrocarril era considerado una columna vertebral de estos esfuerzos. Trenes sobrecargados fueron acarreados por las locomotoras mal mantenidas en pistas de baja calidad. Los poco realistas Planes Quinquenales eran muy específicos y no cumplirlos se consideraba sabotaje. Después de los accidentes ferroviarios recibieron juicios y en ocasiones incluso condenas de muerte.
Todo el tiempo la producción de locomotoras de vapor continuó, pero al principio en pequeñas cantidades, ya que la industria húngara estaba al completo por la producción de las reparaciones de guerra soviéticas. Esto incluyó las locomotoras de vapor a los diseños soviéticos, trenes de pasajeros y de carga, y muchos otros productos. El desarrollo de las locomotoras diésel empezó y el sucesor de las locomotoras Kandó V40, la clase V55, resultó ser un fracaso y MÁV decidió comprar no más motores convertidores de fase.
Durante la Revolución húngara de 1956 los ferrocarriles no fueron dañados seriamente. Después de la Revolución se suprimió el sistema de Planes Quinquenales se reintrodujo con objetivos menos ambiciosos. En 1958 la fabricación locomotora de vapor se detuvo en Hungría. Fueron fabricadas las locomotoras diésel-eléctricas HP 600 (clase M44) y conmutadores diesel hidráulicas 450 HP (clase M31).
En 1964, la locomotora eléctrica del clase V43 de MÁV de diseño alemán y de construcción húngara, de cuatro ejes 25 kV AC 50 Hz entró en servicio y, finalmente, unos 450 de esta bestia de carga fiable se convirtió en el caballo de batalla de tracción de MÁV para los pasajeros, así como los servicios de transporte de mercancías. Los motores diesel pesados llegaron de la Unión Soviética (M62) y Suecia o Estados Unidos (M61). El mantenimiento de las vías, sin embargo, siempre se mantuvo pobre, lo que impidió que el material rodante utilizase el sistema al máximo.
Hasta ese día la velocidad máxima ferroviaria en Hungría seguía siendo 120 km/h, pero se dispuso de fondos de la Unión Europea para mejorar la red, sobre todo las pistas que forman parte de las Redes transeuropeas de transporte (dado que Hungría se encuentra en Europa Central, muchas líneas ferroviarias importantes pasan por el país).
En la década de los 1990, la MÁV estatal abandonó gradualmente sus rutas más rurales, pero los servicios de pasajeros a mayor escala fueron bloqueados por la presión política. Sin embargo, la calidad de servicio a los pasajeros en general se deterioró considerablemente desde que Hungría se convirtiese al capitalismo, pues MÁV se hizo cada vez más centrada en el negocio de carga rentable. Relativamente pocas personas tenían acceso a los trenes expresos Intercity de mayor calidad, debido a la topografía desigual de la red ferroviaria húngara. También fue bloqueada una mayor expansión por falta de vagones de pasajeros de alta calidad.

### Dificultades de MÁV en elsigloXXI

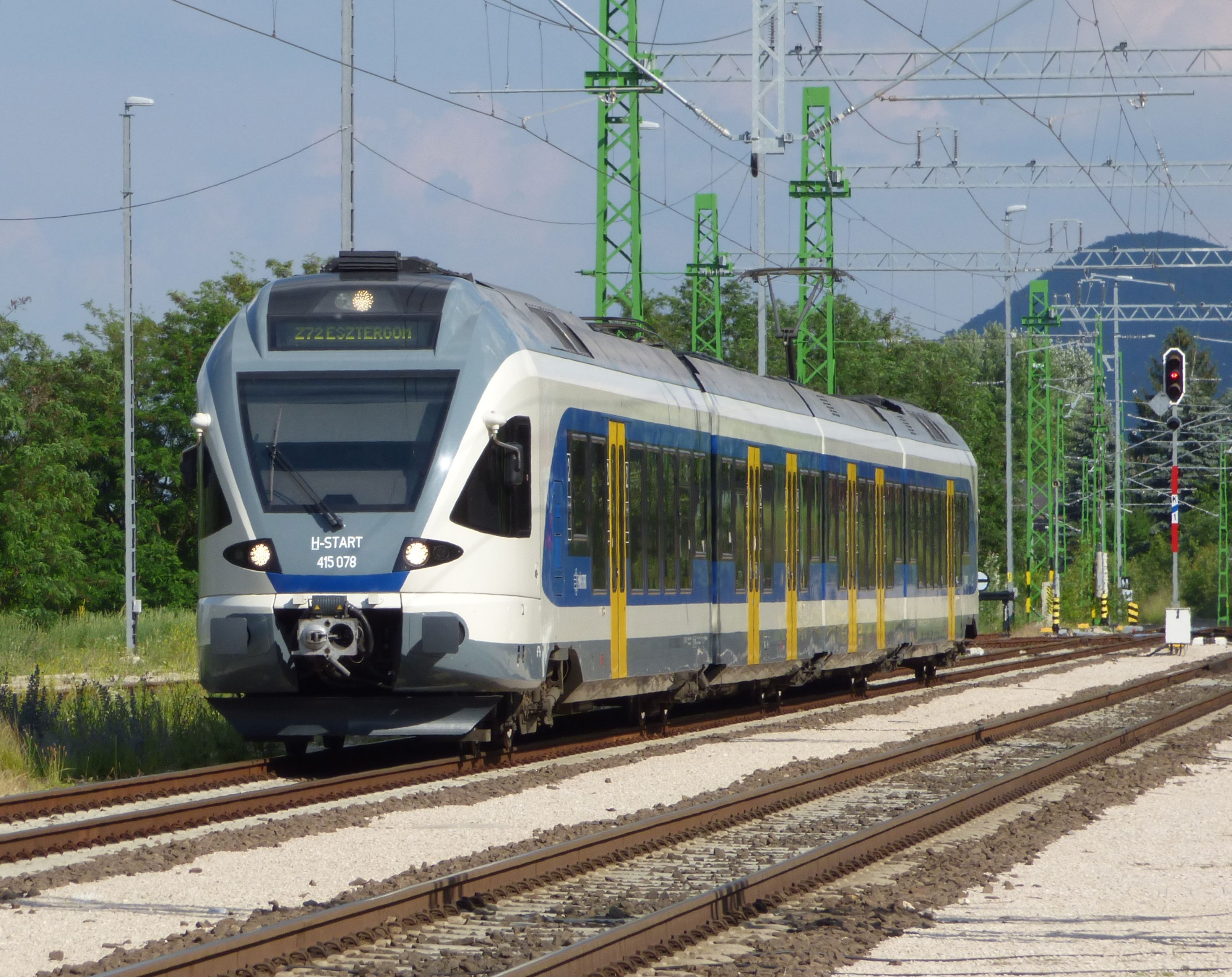
Tren de MÁV en Pilisvörösvár

A partir de la década de 2000, el poder político húngaro se centró en la percepción de la "brecha-autobahn" en comparación con las mejores conectadas Eslovaquia y Croacia, y decidió construir su propio sistema de carreteras, por lo que no hubo una financiación nacional importante para el desarrollo del ferrocarril húngaro, especialmente en las líneas regionales pequeñas. Los acontecimientos recientes incluyen la compra de doce ferrobuses Siemens Desiro diesel para las rutas de cercanías y unos Stadler FLIRT suizos, un tren eléctrico autopropulsado por medio de rutas lanzadera.
La línea GySEV Győr–Sopron–Ebenfurti Vasút (conexión de dos ciudades de Austria y Hungría) es administrado conjuntamente por los dos estados.

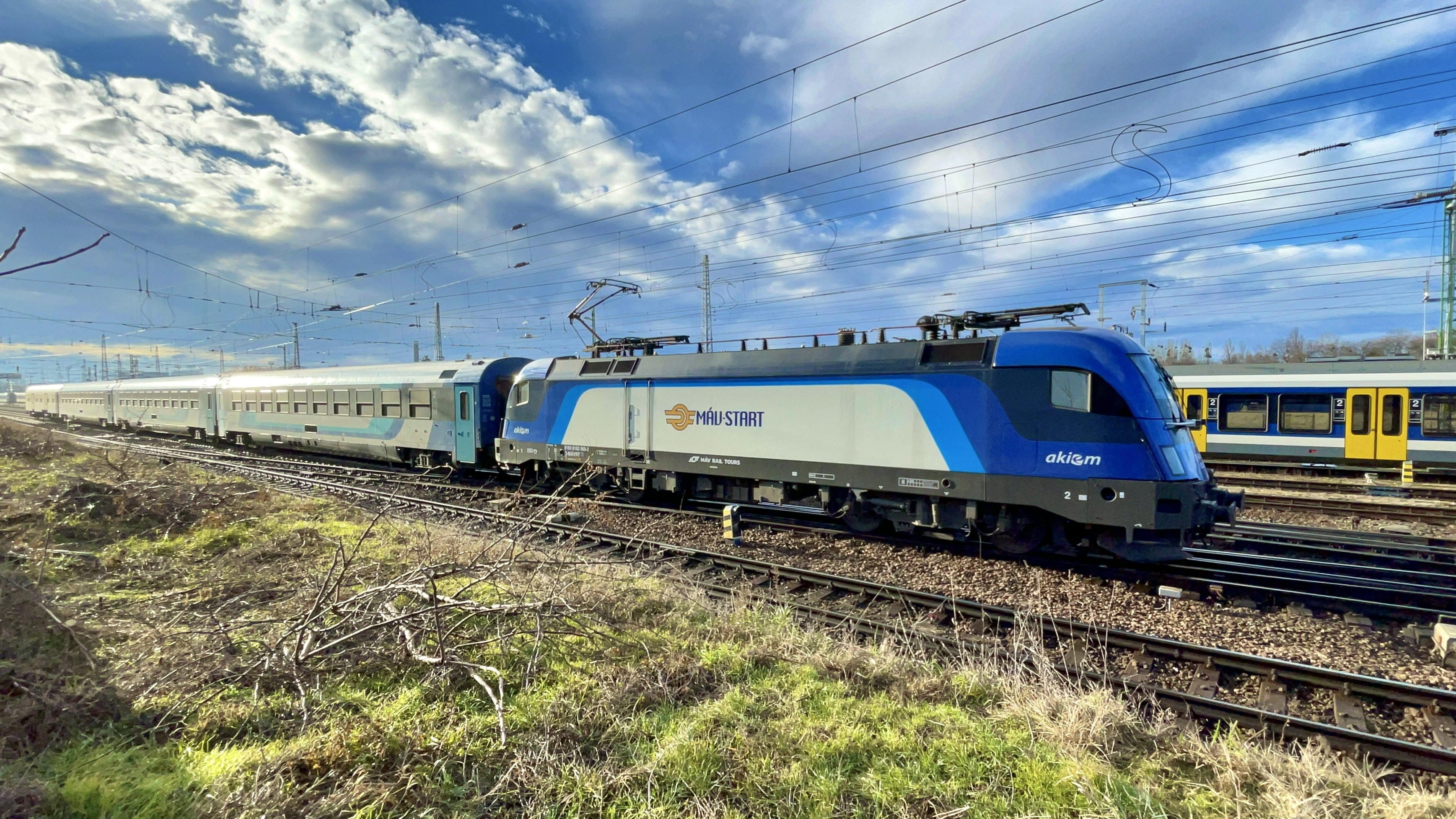
Tren de MÁV en Budapest.

En 2006 el gobierno fue elegido tras prometer líneas de doble vía entre las ciudades, electrificadas y válidas para discurrir a 160 km/h. Esto se suponía que debía haberse hecho construyendo las nuevas líneas en el lugar de las primeras. Como se necesitó el aprobado de la Unión Europea para los fondos de la propia Unión se retrasó el comienzo de las obras y, debido a la larga duración de las mismas, la mayoría de las líneas todavía no se han inaugurado en el estado previsto. Las obras de construcción están, en gran medida, olvidadas por la conciencia pública debido a lo siguiente:
El 7 de diciembre de 2006, como parte de un paquete más amplio de restricción económica, el Gobierno húngaro anunció su intención de detener la operación en 14 líneas regionales con una longitud total de 474 km. El gobierno, en referencia a la obligación en virtud de la Constitución, garantiza el acceso al transporte público en todos los asentamientos mediante la instalación de líneas de autobuses y autobuses de transporte masivo Volánbusz Company. Esto en los casos en que las estaciones ferroviarias individuales sirven a múltiples pueblos, estaciones situadas en el centro de las localidades o al final de las mismas.
Los primeros planes de János Kóka, Ministro de Economía y Transportes, fueron más radicales: el abandono de 26 líneas (o el 12% de toda la red) propuesto se encontró con una fuerte oposición de los municipios locales, los partidos parlamentarios de oposición y organizaciones civiles. El principal partido de oposición afirmó que estas medidas fueron dirigidas contra las zonas más rurales, especialmente las pequeñas aldeas. El tema se politizó fuertemente. La gente consideraba que los autobuses son menos seguros o rápidos, especialmente en invierno. Desde que el gobierno quisiera evitar la costosa protección ambiental y las normas de recultivo, las líneas ferroviarias no cesaron formalmente, con las pistas eliminadas, pero el servicio quedó suspendido indefinidamente. Sin embargo, a causa del robo de chatarra generalizado en Hungría, las pistas quedaron definitivamente canceladas.
El 4 de marzo de 2007 el servicio fue suspendido en 14 líneas: Pápa–Környe, Pápa–Csorna, Zalabér–Zalaszentgrót, Lepsény–Hajmáskér, Sellye–Villány, Diósjenő–Romhány, Kisterenye–Kál–Kápolna, Mezőcsát–Nyékládháza, Kazincbarcika–Rudabánya, Nyíradony–Nagykálló, Békés–Murony, Kunszentmiklós–Dunapataj, Fülöpszállás–Kecskemét y Kiskőrös–Kalocsa. Muchos de ellos ya han sido reabiertas por el nuevo gobierno.
El 20 de abril de 2007, el portal de noticias Index publicó material de estudios internos de MÁV, que indicaba la dirección de la compañía y el nuevo gobierno con intención de cerrar todas las pequeñas líneas ferroviarias regionales después de 2008, para eliminar las fuentes de gastos no financiados por MÁV (los gastos de las líneas a cerrarse eran diez veces más grandes que sus ingresos). Esto dejaría sólo las líneas ferroviarias internacionales y las grandes rutas interurbanas.
Sin embargo, en 2010, cuando Fidesz regresó al poder, el nuevo gobierno anunció que iba a deshacer un gran número de decisiones de transporte realizadas por el anterior gobierno socialista. Diez líneas ferroviarias rurales, previamente cerradas a la razón de los ingresos bajos, se volvieron a abrir. El gobierno afirmó que los sistemas de autobús y ferrocarriles tienen que ser desarrollados, y que una localidad no debería tener acceso a un solo tipo de ellas.
MÁV experimentó una importante reorganización en 2025.

## Estaciones
Muchas de las principales estaciones del ferrocarril (y también numerosas estaciones principales dentro del Imperio Austro-Húngaro ahora fuera de Hungría) fueron diseñadas por Ferenc Pfaff y se inauguraron a finales de los años 1880 y 1890.

### Budapest
- Estación Déli
- Estación de Budapest-Keleti
- Estación Nyugati
- Estación Kelenföld

### Debrecen
- Estación de Debrecen
- Estación Debrecen-Csapókert
- Estación Debrecen-Kondoros
- Estación Debrecen-Szabadságtelep
- Estación Tócóvölgy

### Szeged
- Estación Szeged
- Estación Szeged-Rókus

### Miskolc
- Estación Tiszai
- Estación Gömöri

## Estadísticas
- Total de líneas: 7.606 km
  - Ancho de vía estándar: 7.394 km
  - Vía ancha: 36 km de 1.520 mm
  - Vía estrecha: 176 km

Nota: Los ferrocarriles de vía estándar y ancha son operados por los Ferrocarriles del Estado y también los siguientes ferrocarriles de vía estrecha: NyíregyházaBalsai parte Tisza/Dombrád; Balatonfenyves–Somogyszentpál; Kecskemét–Kiskunmajsa/Kiskőrös y Ferrocarril de los Niños en Budapest. Todos los otros ferrocarriles de vía estrecha están a cargo de las empresas forestales del Estado o de organizaciones locales sin ánimo de lucro.

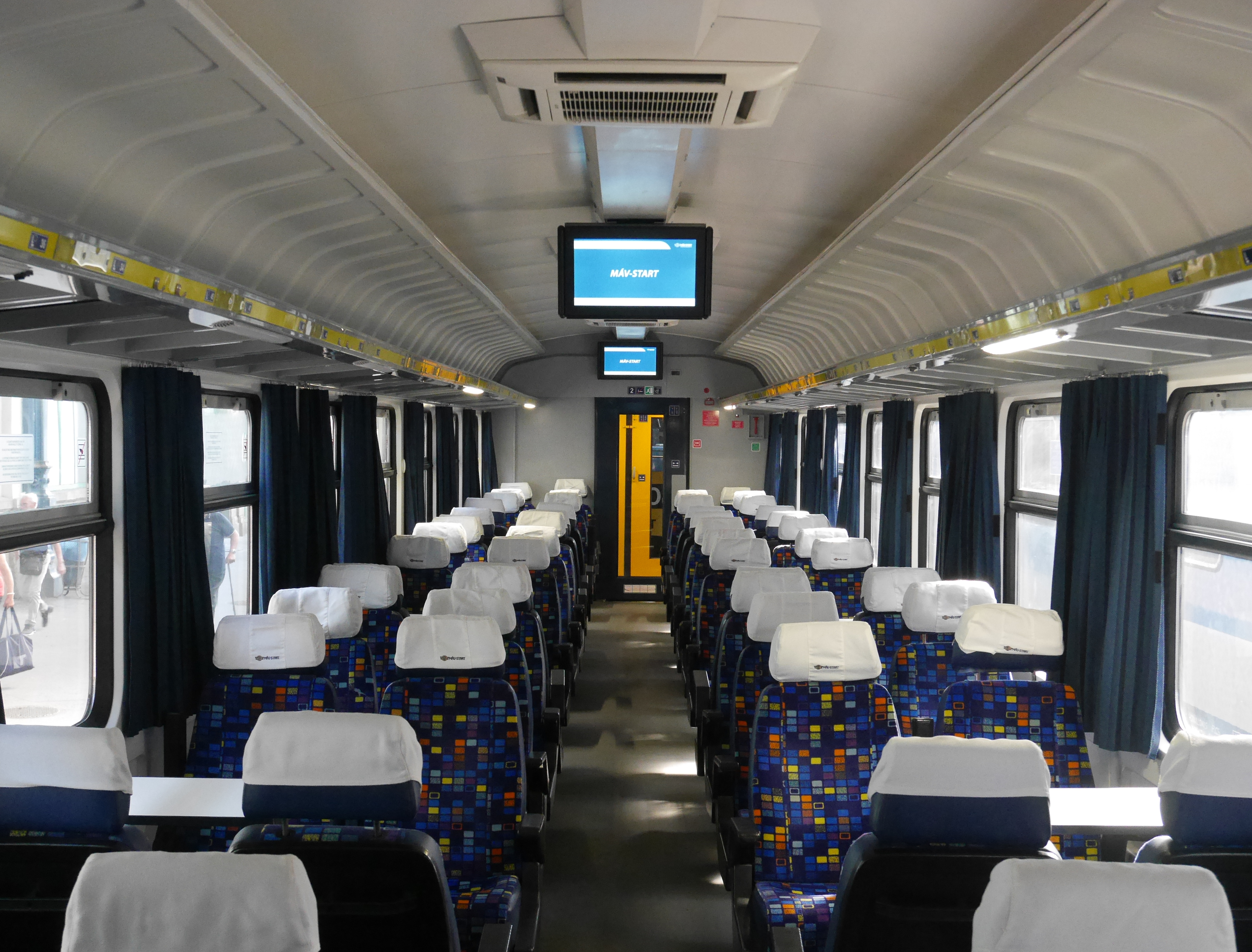
Segunda clase, InterCity

### Datos financieros
- Ingresos = 299.856 millones de florines (2009)
- Empleados = 38.456 (2009)
- Propietario = Estado húngaro (100%)

### Conexiones ferroviarias
- Misma anchura:
  -  Železnice Slovenskej republiky
  -  Hrvatske željeznice
  -  Slovenske Železnice
  -  Österreichische Bundesbahnen
  -  Železnice Srbije
  -  Căile Ferate Române
- Cambio de ancho:
  -  Ukrzaliznytsia - 1.435 mm/1.520 mm